# Chili op de Olympische Winterspelen 2010

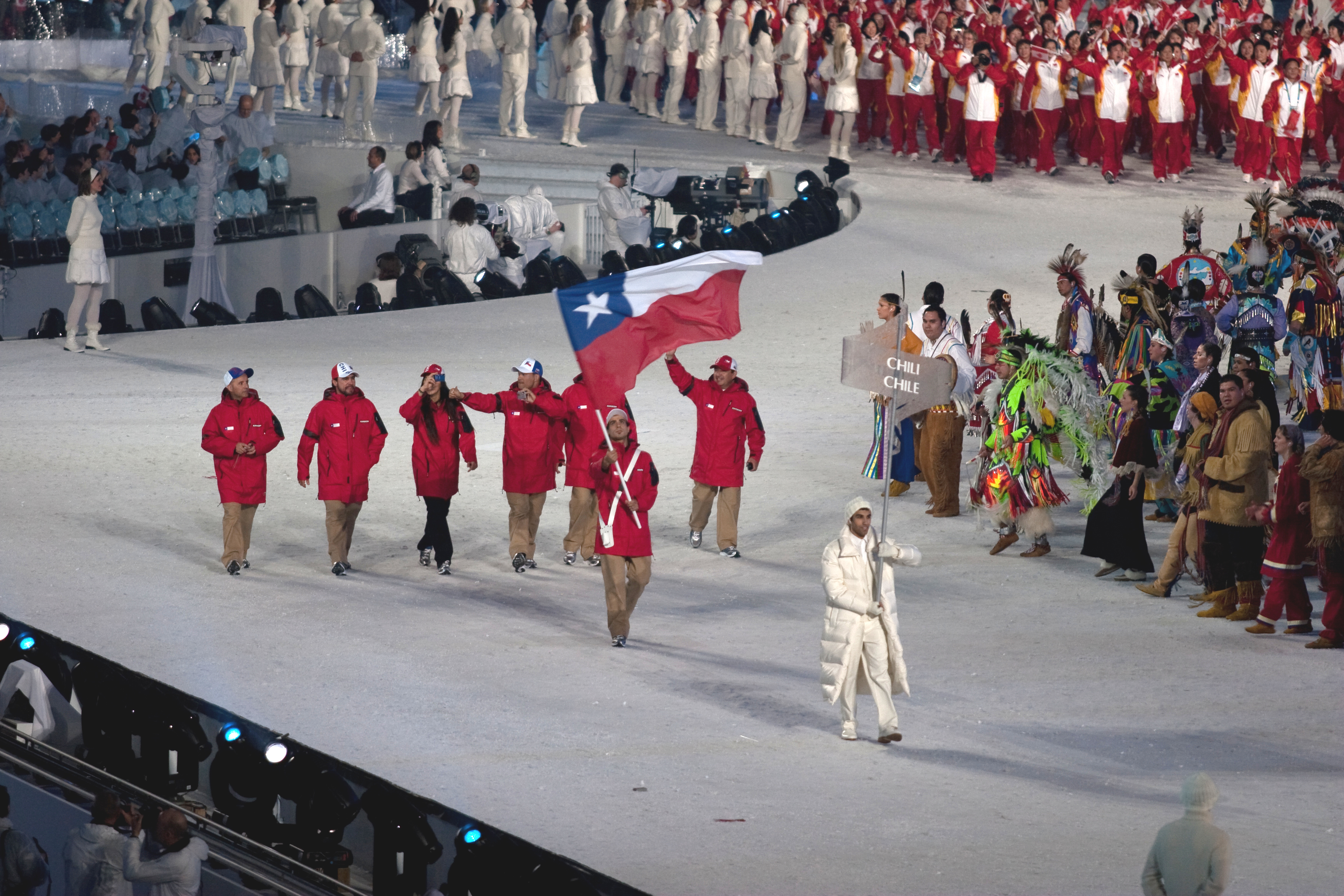
Het team van Chili bij de opening

Tijdens de Olympische Winterspelen van 2010, die in Vancouver (Canada) werden gehouden, nam Chili voor de vijftiende keer deel aan de Winterspelen.

## Deelnemers en resultaten
(m) = mannen, (v) = vrouwen 

### Alpineskiën
| Olympiër        | Discipline          | Resultaat | Prestatie                                          |
| --------------- | ------------------- | --------- | -------------------------------------------------- |
| Jorge Mandru    | afdaling (m)        | 56e       | 2.01,72 (+7,41)                                    |
| Jorge Mandru    | super g (m)         | dnf       | opgave                                             |
| Jorge Mandru    | reuzenslalom (m)    | 52e       | 2.51,55 (+13,72) — 1.24,96+1.26,59                 |
| Maui Gayme      | afdaling (m)        | 49e       | 1.59,76 (+5,45)                                    |
| Maui Gayme      | super g (m)         | 42e       | 1.36,56 (+6,22)                                    |
|                 |                     |           |                                                    |
| Noelle Barahona | supercombinatie (v) | 28e       | 2.24,25 (+15,11) — afdaling: 1.34,05+slalom: 50,20 |
| Noelle Barahona | afdaling (v)        | 34e       | 1.57,47 (+13,28)                                   |
| Noelle Barahona | super g (v)         | 35e       | 1.28,66 (+8,52)                                    |
| Noelle Barahona | reuzenslalom (v)    | dnf-2     | opgave run 2 — 1.26,76+dnf                         |
| Noelle Barahona | slalom (v)          | 41e       | 1.57,82 (+14,93) — 58,74+59,08                     |

Albanië · Algerije · Andorra · Argentinië · Armenië · Australië · Azerbeidzjan · België · Bermuda · Bosnië en Herzegovina · Brazilië · Bulgarije · Canada · Chili · China · Chinees Taipei · Colombia · Cyprus · Denemarken · Duitsland · Estland · Ethiopië · Finland · Frankrijk · Georgië · Ghana · Griekenland · Groot-Brittannië · Hongarije · Hongkong · Ierland · IJsland · India · Iran · Israël · Italië · Jamaica · Japan · Kaaimaneilanden · Kazachstan · Kirgizië · Kroatië · Letland · Libanon · Liechtenstein · Litouwen · Macedonië · Marokko · Mexico · Moldavië · Monaco · Mongolië · Montenegro · Nederland · Nepal · Nieuw-Zeeland · Noord-Korea · Noorwegen · Oekraïne · Oezbekistan · Oostenrijk · Pakistan · Peru · Polen · Portugal · Roemenië · Rusland · San Marino · Senegal · Servië · Slovenië · Slowakije · Spanje · Tadzjikistan · Tsjechië · Turkije · Verenigde Staten · Wit-Rusland · Zuid-Afrika · Zuid-Korea · Zweden · Zwitserland